# تاريخ الجبر
اكتشف العرب علم الجبر واشتغلوا بالجبر وألفوا فيه بصورة علمية منظمة، حتى أن كاجوري قال: «إن العقل ليدهش عندما يرى ما عمله العرب في الجبر..»

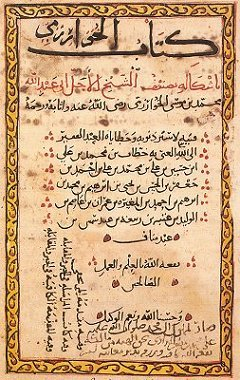
الكتاب المختصر في حساب الجبر والمقابلة للخوارزمي، أحد صفحات الكتاب.

وفي عام 830م أطلق العرب على علم الجبر هذا الأسم لأول مرة، ففي بغداد أسس الخوارزمي علم الجبر والمقابلة في القرن التاسع الميلادي. إن أعمال الخوارزمي العديدة في علم الحساب وفي مجال الجبر كانت نتيجة تجميع وتطوير المعلومات التي كانت موجودة مسبقا عند علماء الإغريق وعلم الحساب في الهند، فأعطاها طابعه الخاص من الالتزام بالمنطق.
فعلم الجبر علم عربي سماه العرب بلفظ من لغتهم، والخوارزمي هو الذي سمّاه بهذا الاسم الذي انتقل إلى اللغات الأوروبية بلفظه العربي ALGEBRA. وترجم هذا الكتاب إلى اللغة اللاتينية في عام 1135م. وظل يدرس في جامعات أوروبا حتى القرن السادس عشر. كما أنتقلت الأرقام العربية إلى أوروبا عن طريق ترجمات كتب الخوارزمي الذي أطلق عليه في اللاتينية «الجورزتمي»ALGORISMO ثم عدل الجورزمو ALGORISMO للدلالة على نظام الأعداد وعلم الحساب والجبر وطريقة حل المسائل الحسابية. ثم ظهر الجبر كفرع للرياضيات في نهايات القرن السادس عشر للميلاد مع أعمال فرانسوا فييت. إذ ينظر للجبر بشكل أساسي كأداء الحسابات بطريقة مشابهة للطرق العادية ولكن بدون قيم رقمية. مع هذا، كان الجبر يتكون بشكل رئيس من نظرية المعادلات إلى نهاية القرن التاسع عشر، فعلى سبيل المثال، تنتمي المبرهنة الأساسية في الجبر إلى نظرية المعادلات ولا تنتمي، في الوقت الحالي، إلى الجبر.
يُعتبر علم الجبر علما شاملاً أكثر من أي فرعٍ آخر من فروعِ الرياضيات والحساب؛ إذ يعتمد على صياغة المعادلات المتكونة من المُتغيرات والفئات، ويُهمل الأرقام تماماً، ويُعّد من أساسيات تنظيم البرهان وطرقه، وذلك نظراً لقدرته على صياغة البديهيات والعلاقات التي يعتمد عليها في تمثيل أي ظاهرةٍ ويقدم الدلائل والبراهين على وقوع الأشياء من ناحية رياضية يمكن عكسها على الواقع العملي.
يمكن تتبع جذور علم الجبر إلى قدماء البابليين ، الذين طوروا نظاماً حسابياً متقدماً كان قادراً على القيام بعمليات حسابية بطريقة خوارزمية. فطور البابليون الصيغ لحساب الحلول لمسائل تُحل عادةً اليوم باستخدام المعادلات الخطية والمعادلات التربيعية والمعادلات الخطية غير المحددة. وعلى النقيض من ذلك، فإن معظم قدماء المصريين في ذلك العصر، وكذلك علماء الرياضيات اليونانية والصينية في الألفية الأولى قبل الميلاد كانت تحل عادةً مثل هذه المعادلات بالطرق الهندسية، مثل تلك التي وصفت في بردية ريند الرياضية وأصول أقليدس والفصول التسعة في الفن الرياضي. لقد وفر العمل الهندسي لليونانيين، والمعتمد على العناصر، إطاراً لتعميم الصيغ ما وراء حل مسائل معينة إلى أنظمة أكثر عمومية من صياغة وحل المعادلات، وعلى الرغم من أن هذا لم يلاحظ حتى تطورت الرياضيات في عصر الحضارة الإسلامية.

## أصل كلمة الجبر
مشتق من كلمة «الجبر» من الكلمة العربية الجبر، وهذا يأتي من مقال كتب في عام 830 من قبل عالم الرياضيات الخوارزمي في العصور الوسطى، يمكن ترجمة كتاب المستقبل والمقارن ككتاب مختصر عن الحساب عن طريق الإكمال والموازنة. ويفترض أن كلمة «الجبر» تعني شيئًا مثل «الاستعادة» أو «الاستكمال» ويبدو أنها تشير إلى نقل المصطلحات المطروحة إلى الجانب الآخر من المعادلة؛ يقال أن كلمة «مقبل» تشير إلى «اختزال» أو «موازنة»، أي إلغاء المصطلحات المماثلة في طرفي المعادلة. لقد كان التأثير العربي واضحا في إسبانيا بعد وقت طويل من العثور على مؤلفات الخوارزمي في دون كيشوت، حيث يتم استخدام كلمة "algbrista" لجابر العظام أو المعالج، أي بمعنى ال«مرمم». ويستخدم هذا المصطلح من قبل الخوارزمي لوصف العمليات التي قدمها «الاختزال» و«الموازنة»، في إشارة إلى تحويل المصطلحات التي تم طرحها إلى الجانب الآخر من المعادلة، أي إلغاء المصطلحات المماثلة على طرفي النقيض من المعادلة.

## مراحل الجبر
لم يستفد الجبر دائما من الرمزية التي أصبحت موجودة في الرياضيات في العصر الحالي. بدلا من ذلك، مرت ثلاث مراحل متميزة في تطوير الجبر الرمزي هي كما يلي:

### الجبر البلاغي
حيث تكتب المعادلات بالجمل الكاملة. على سبيل المثال، يكون الشكل الخطابي لـ x + 1 = 2 هو «الشيء زائد واحد يساوي اثنين» أو ربما «الشيء زائد 1 يساوي 2». فطور الجبر البلاغي لأول مرة من قبل البابليين القدماء وظلوا مهيمنين حتى القرن السادس عشر.

### الجبر المتزامن
الذي تستخدم فيه بعض الرمزية، لكنه لا يحتوي على جميع خصائص الجبر الرمزي. على سبيل المثال: قد يكون هناك قيود على أنه لا يجوز استخدام الطرح إلا مرة واحدة داخل جانب واحد من المعادلة، وهو ليس الحال مع الجبر الرمزي.

### الجبر الرمزي
حيث تستخدم الرمزية الكاملة. ويمكن رؤية خطوات مبكرة نحو ذلك في عمل العديد من علماء الرياضيات الإسلاميين مثل ابن البناء المراكشي (القرنين الثالث عشر والرابع عشر) وأبي الحسن علي القلصادي (القرن الخامس عشر)، على الرغم من أن الجبر الرمزي بالكامل قد طوره فرانسوا فييت (القرن السادس عشر).
في وقت لاحق، قدم رينيه ديكارت (القرن السابع عشر) التدوين الحديث (على سبيل المثال، استخدام x) وأظهر أن المشاكل التي تحدث في الهندسة يمكن التعبير عنها وحلها من حيث الجبر (الهندسة الديكارتية).
بنفس القدر من الأهمية حيث كان استخدام أو عدم وجود رمزية في الجبر هو درجة المعادلات التي تم تناولها. لعبت المعادلات التربيعية دورا هاما في الجبر المبكر. وخلال مراحل التاريخ، حتى الفترة الحديثة المبكرة، وصنفت جميع المعادلات التربيعية على أنها تنتمي إلى واحدة من ثلاث فئات:
- {\displaystyle x^{2}+px=q}
- {\displaystyle x^{2}=px+q}
- {\displaystyle x^{2}+q=px}

حيث p و q موجبة. يأتي هذا الشطر الثلاثي حول المعادلات التربيعية للنموذج {\ displaystyle x ^ {2} + px + q = 0} س ^ {2} + مقصف + س = 0، مع p و q موجب، ليس لها جذور إيجابية.
بين المراحل البلاغية ومدغم الجبر الرمزي، والجبر بناء هندسي تم تطويره من قبل الكلاسيكية اليونانية والرياضيات الهندية الفيدية التي تم حل المعادلات الجبرية من خلال الهندسة.
على سبيل المثال، معادلة من النموذج {\ displaystyle x ^ {2} = A} س ^ {2} = A تم حلها من خلال إيجاد جانب مربع من منطقة A.

### المراحل المفاهيمية
بالإضافة إلى المراحل الثلاث للتعبير عن الأفكار الجبرية، اعترف بعض المؤلفين بأربعة مراحل مفاهيمية في تطور الجبر الذي حدث جنبا إلى جنب مع التغيرات في التعبير. كانت هذه المراحل الأربع كما يلي:
- المرحلة الهندسية، حيث مفاهيم الجبر هندسية إلى حد كبير. يعود هذا إلى علماء البابليين واستمر مع الإغريق، وأحيى لاحقا من قبل عمر الخيام.
- مرحلة حل المعادلة الثابتة، حيث يتمثل الهدف في العثور على أرقام تحقق علاقات معينة. الابتعاد عن الجبر الهندسي يعود إلى ديوفانتوس الإسكندري وبراهماغوبتا، ولكن لم الجبر لا تتحرك بحزم لمرحلة حل معادلة ثابتة حتى الخوارزمي عرض العمليات الحسابية معممة من أجل حل المشاكل الجبرية.
- مرحلة الوظيفة الديناميكية، حيث تكون الحركة فكرة أساسية. بدأت فكرة الوظيفة في الظهور مع شرف الدين الطوسي، لكن الجبر لم ينتقل بشكل حاسم إلى مرحلة الوظيفة الديناميكية حتى غوتفريد لايبنتس.
- مرحلة الملخص، حيث تلعب البنية الرياضية دورًا مركزيًا. الجبر المجرد هو إلى حد كبير نتاج القرنين التاسع عشر والعشرين.